# چیپس سیب‌زمینی
برگک سیب‌زمینی یا چیپس یا چیپس سیب‌زمینی نوعی تنقلات است که از برش سیب زمینی به ورقه‌های نازک و سرخ کردن آنها در روغن  بسیار داغ تهیه می‌شود. بیشتر  مراتب، نمک و ادویه هایی همچون،فلفل به عنوان  افزودنی برای مزه‌دار کردن برگک به‌کار می‌رود، اما از مواد و طعم دهنده های دیگری  مانند سرکه، گوجه، سرکه بالزامیک، پیتزاو...،  نیز برای مزه‌دار کردن آن استفاده می‌شود.
برگک با طعم‌های مختلف مانند ماست و موسیر، فلفل، پیتزا، تاکو، لیمو، نمک، پنیر، پیاز و جعفری، گوجه و سرکه، تولید و عرضه می‌شود.

## تاریخچه

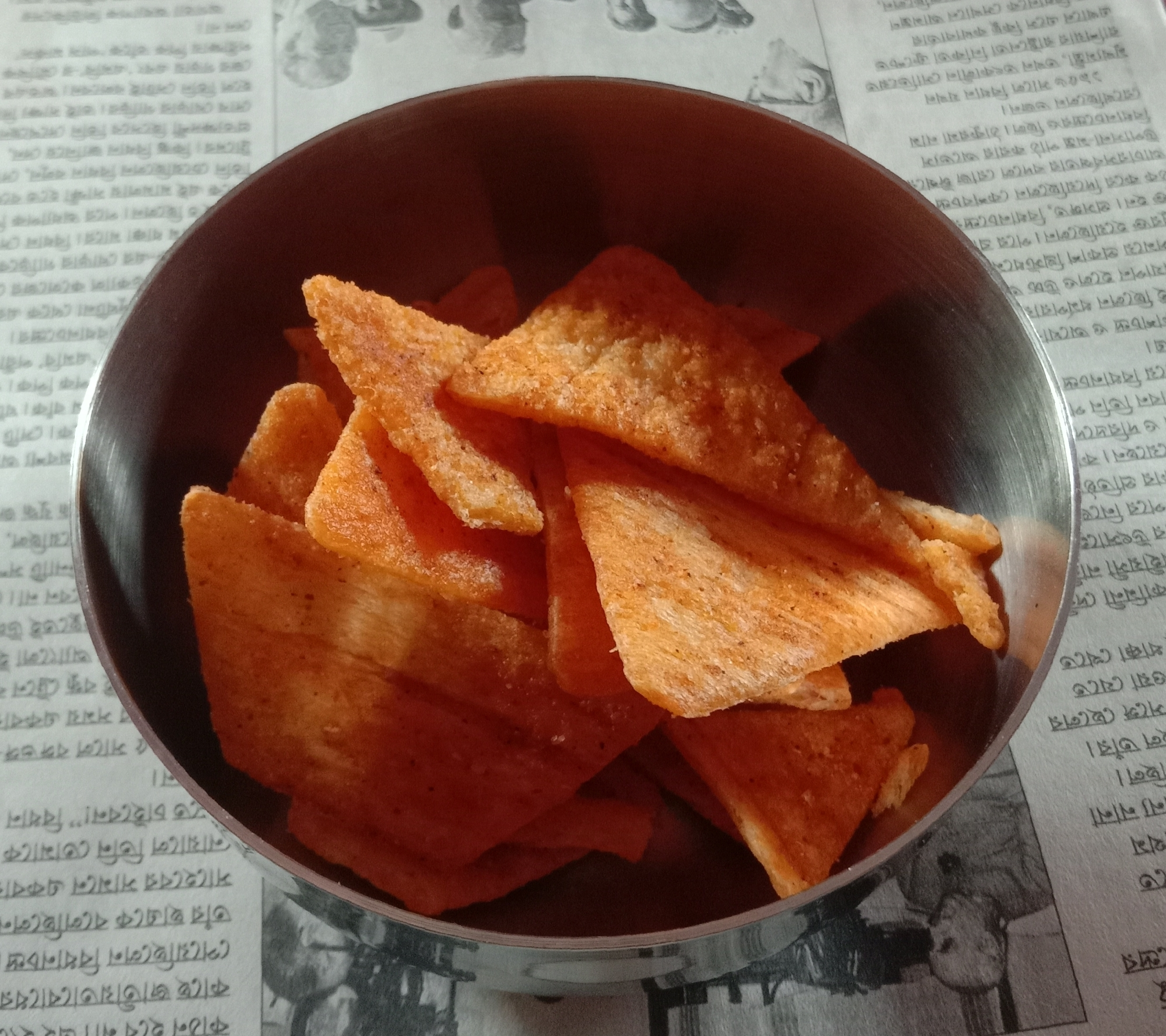
برگک‌های سیب‌زمینی مثلثی با ادویه‌های تند هندی

اولین دستورالعمل شناخته شده برای چیزی شبیه به برگک سیب زمینی امروزی در کتاب ویلیام کیچینر به نام اوراکل آشپز منتشر شده در سال ۱۸۱۷ است که در بریتانیا و ایالات متحده پرفروش بود. دستور غذای نسخه ۱۸۲۲ برای "سیب زمینی سرخ شده در خلال یا تراشه" به این صورت است که "سیب زمینی‌های بزرگ را پوست بکنید… آنها را به صورت گرد و گرد برش دهید، همانطور که پوست یک لیمو را می‌کنید، آنها را در یک پارچه تمیز خوب خشک کنید و در روغن خوک سرخ کنید یا بچکانید» یک کتاب بریتانیایی در سال ۱۸۲۵ در مورد آشپزی فرانسوی آنها را "سیب زمینی سرخ شده" (دستور دوم) می‌نامد و برش‌های نازک سیب زمینی سرخ شده در "کره شفاف یا غاز چکه می‌کند"، آبکش شده و با نمک پاشیده می‌شود. دستور العمل‌های اولیه برای برگک سیب زمینی در ایالات متحده در خانه ویرجینیا همسر مری راندولف (۱۸۲۴) و در N.K.M. کتاب خود کوک لی (۱۸۳۲ که هر دو به صراحت به کیچینر اشاره می‌کنند. افسانه ای ایجاد برگک سیب زمینی را با ساراتوگا اسپرینگز، نیویورک، دهه‌ها دیرتر از اولین دستور پخت ثبت شده مرتبط می‌کند در اواخر قرن نوزدهم، نسخه‌ای محبوب از داستان، این غذا را به جورج کرام، آشپزی در خانه دریاچه ماه (خانه دریاچه ماه) نسبت داد که در ۲۴ اوت ۱۸۵۳ سعی داشت مشتری ناراضی را راضی کند. مشتری مدام سیب زمینی‌های سرخ شده فرانسوی خود را پس می‌فرستاد و شکایت می‌کرد که خیلی ضخیم، خیلی «خیس» یا به اندازه کافی نمک نخورده بودند. کرام ناامید شده، چندین سیب زمینی را بسیار نازک برش داد، سرخ کرد و با نمک اضافی مزه دار کرد. در کمال تعجب، مشتری آنها را دوست داشت. آنها به زودی "تراشه‌های ساراتوگاً نامیده شدند، نامی که تا اواسط قرن بیستم باقی ماند. نسخه‌ای از این داستان در یک کمپین تبلیغاتی ملی در سال ۱۹۷۳ توسط شرکت کاغذی سنت رجیس که بسته‌بندی برای برگک تولید می‌کرد، با این ادعا که مشتری کرنلیوس وندربیلت است، رایج شد. کرام قبلاً به عنوان یک سرآشپز در آن زمان مشهور بود، و او تا سال ۱۸۶۰ صاحب یک رستوران کنار دریاچه بود که آن را خانه کرام نامید. نام تجاری چیپس ساراتوگا هنوز هم وجود دارد.

## نگارخانه

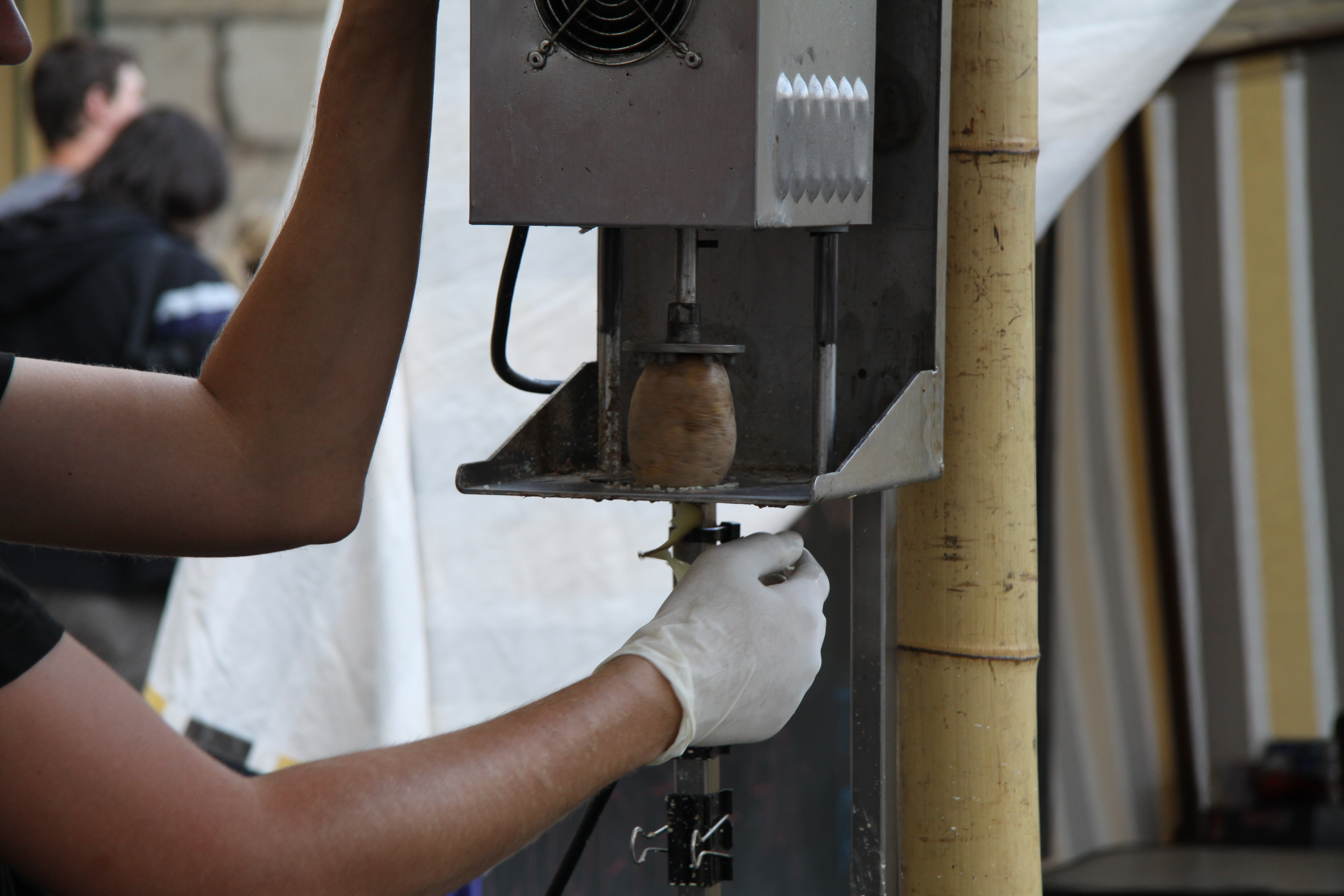
سیب زمینی را با چرخاندن تیغه برش می‌دهیم
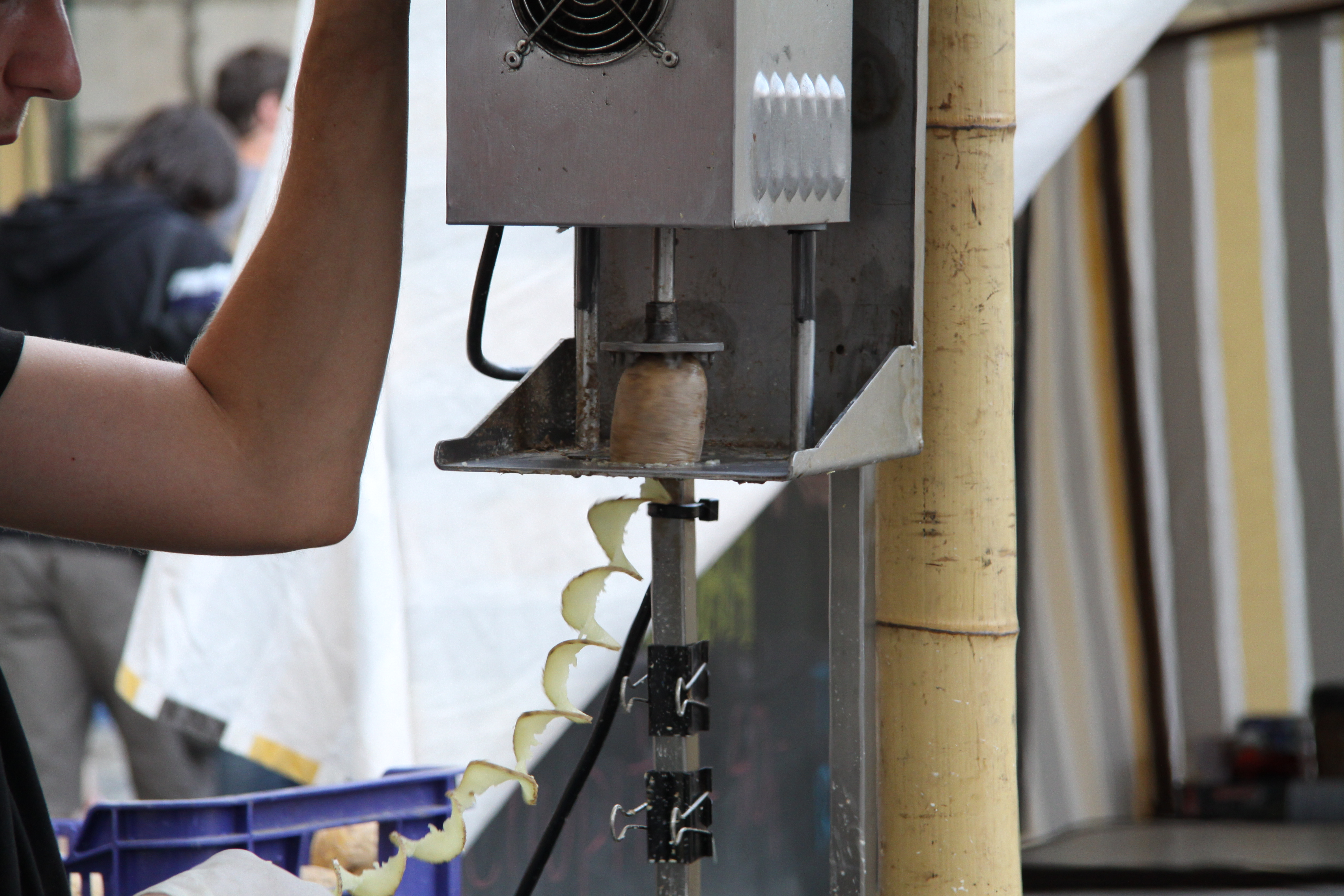
برش‌های بلند و باریک تولید می‌شود
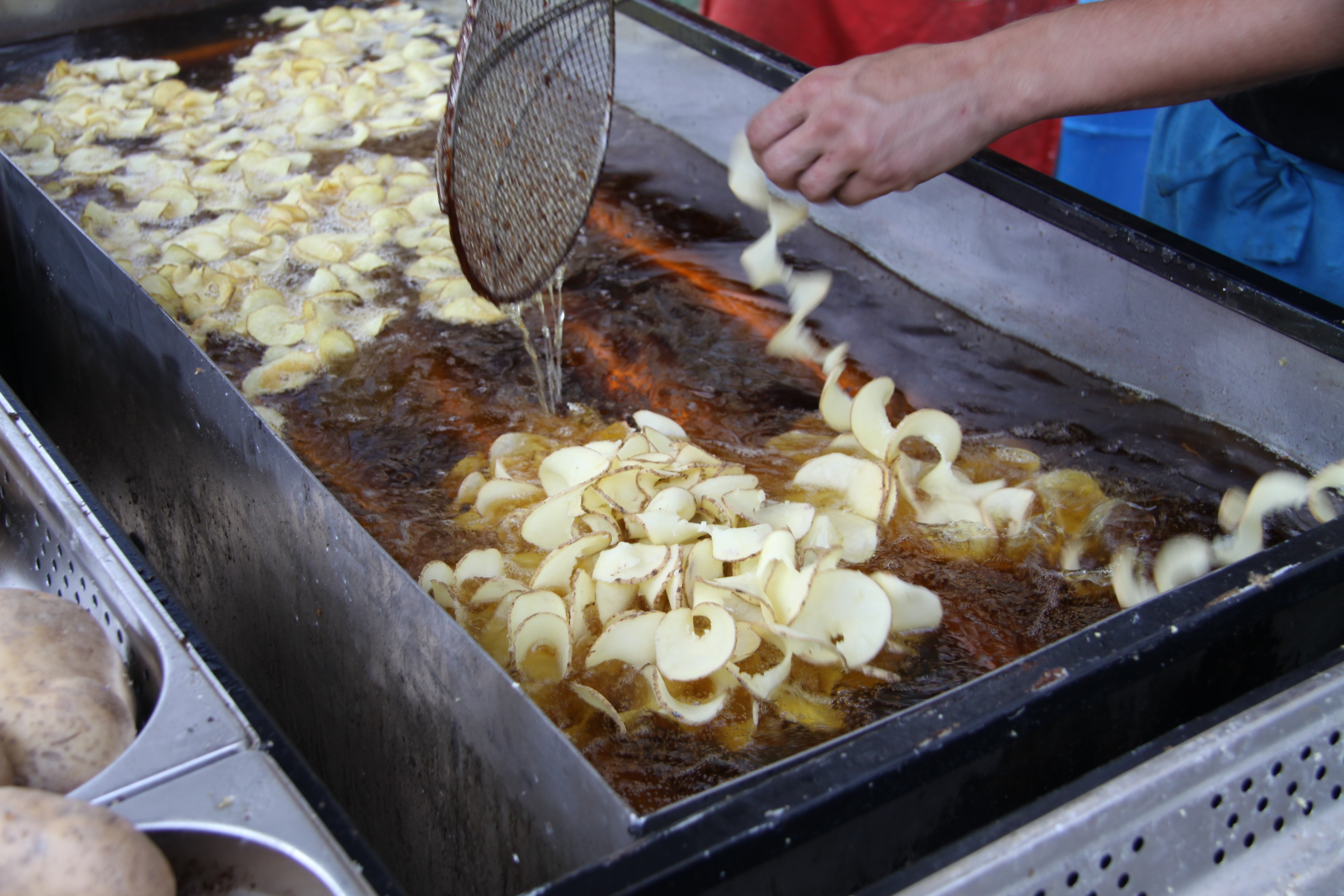
برش‌های سیب زمینی در روغن داغ سرخ می‌شوند
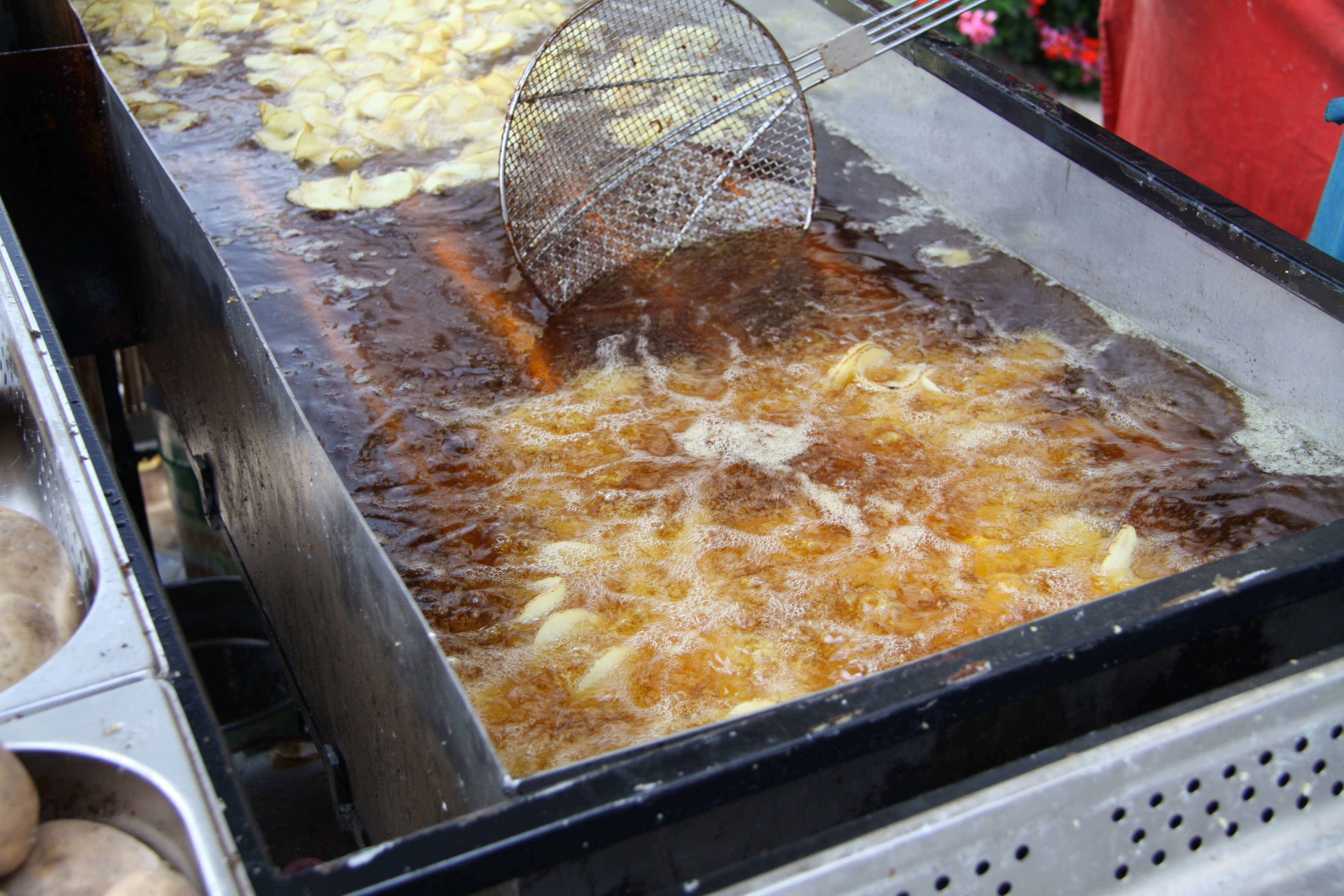
سرخ کردن چند دقیقه طول می‌کشد
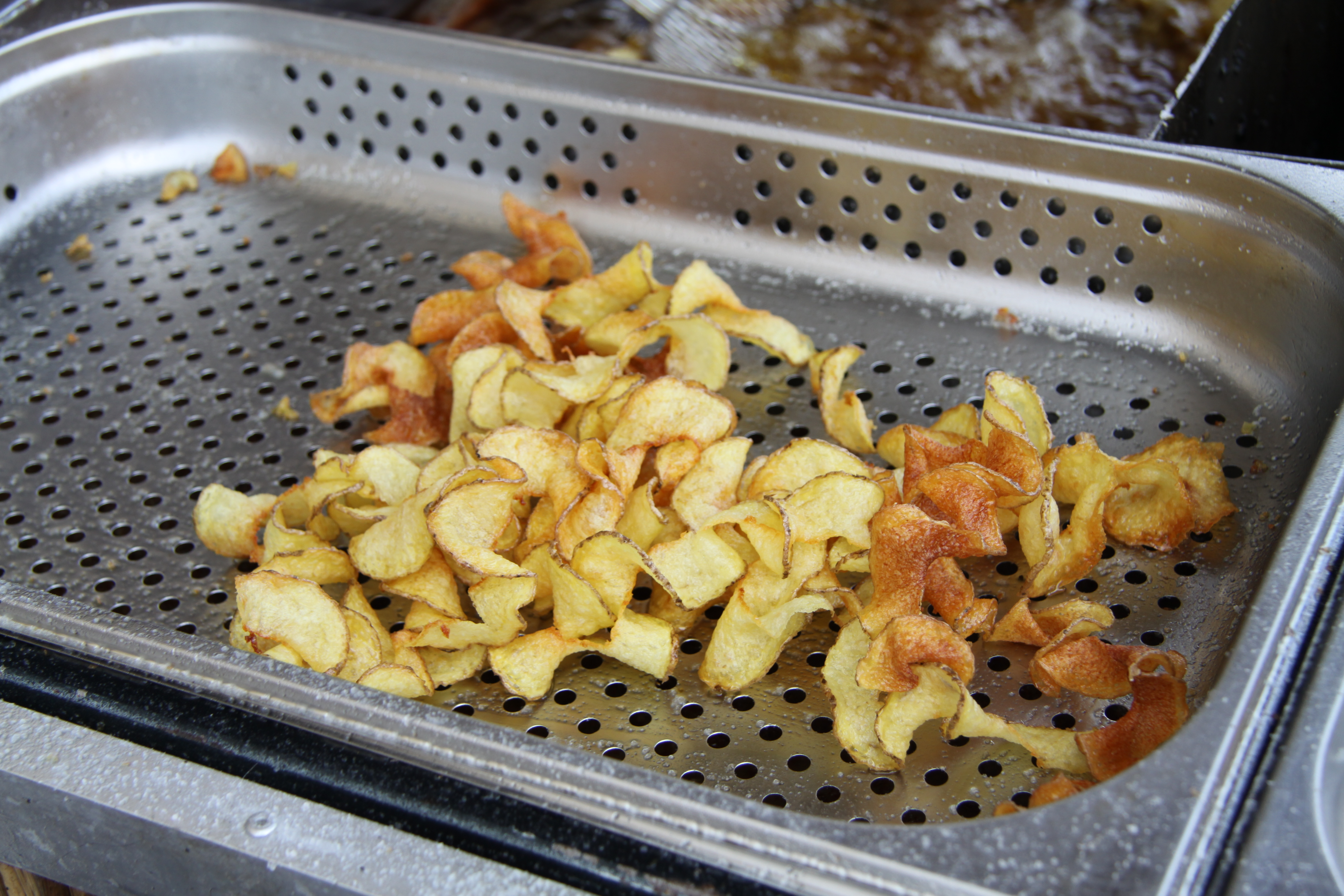
محصول نهایی‌شده